# Jamie Mackie
James „Jamie“ Charles Mackie (* 22. September 1985 in Dorking) ist ein ehemaliger schottischer Fußballnationalspieler, der für die Queens Park Rangers in der Premier League spielte.

## Karriere

### Verein
Der für seine Tempodribblings und Übersteiger bekannte Mackie begann seine Spielerlaufbahn beim FC Wimbledon, ehe er 2005 zum Fünftligisten Exeter City wechselte. Nach elf Treffern in 24 Ligaspielen der Saison 2007/08 verpflichtete ihn am 24. Januar 2008 der Zweitligist Plymouth Argyle für eine Ablösesumme von £145.000. In der anschließenden Football League Championship 2008/09 etablierte sich Mackie (43 Ligaspiele/5 Treffer) als Stammspieler in Plymouth. Plymouth beendete die Saison jedoch lediglich als Tabellen-21. Trotz einer weiteren persönlichen Leistungssteigerung von Mackie (8 Ligatreffer) stieg der Verein in der Saison 2009/10 als Vorletzter in die dritte Liga ab.
Am 18. Mai 2010 wechselte Jamie Mackie zu den Queens Park Rangers und blieb damit in EFL Championship. Er unterzeichnete einen Vierjahresvertrag. Bereits in seiner ersten Spielzeit für den Verein aus London gewann Mackie mit QPR die Zweitligameisterschaft 2010/11. Mackie fiel aufgrund eines schweren Beinbruchs im Januar 2011 allerdings länger aus. Nach dem knapp erreichten Klassenerhalt in der Premier League 2011/12, zu dem Mackie durch einen Kopfballtreffer gegen den Tabellenerster Manchester United am letzten Spieltag nicht unerheblich beitrug, stiegen die Queens Park Rangers 2012/13 als Tabellenletzter wieder in die zweite Liga ab.
Am 25. Juli 2013 unterschrieb Mackie für drei Jahre beim Zweitligisten Nottingham Forest, nachdem ihm gesagt wurde, dass der Verein nicht mehr für die 1. Mannschaft mit ihm plant. Schon in der Saison 2014/15 wurde Mackie aber zum FC Reading verliehen und zur Saison 2015/16 wechselte er ablösefrei zurück zu den Queens Park Rangers zurück. Hier spielte er bis 2018 in der EFL Championship. Insgesamt absolvierte er für die Rangers rund 150 Pflichtspiele und war so etwas wie ein Fanliebling, als er den Verein 2018 endgültig verließ. Die letzten beiden Saisons seiner Karriere stand Mackie in der EFL League One (3. Liga) für Oxford United auf dem Platz. Nach der Saison 2019/20 beendete er seine Karriere.

### Nationalmannschaft
Mackie debütierte am 8. Oktober 2010 für Schottland in der EM-Qualifikation bei einer 0:1-Niederlage gegen Tschechien. Es folgten acht weitere Länderspiele bis 2013, bei denen er insgesamt zwei Tore erzielte.